# Дом-музей Бюль-Бюля (Шуша)
Дом-музей Бюль-Бюля в Шуше (азерб. Bülbülün ev-muzeyi) — филиал мемориального музея Бюль-Бюля в Баку. Располагается в городе Шуша. Дом, в котором родился в 1897 году и провёл детство азербайджанский оперный певец, народный артист СССР Бюль-Бюль (сценический псевдоним М. М. Мамедова).

## История
Дом построен в 1788 году, согласно надписи, обнаруженной под штукатуркой на одной из стен во время реставрационных работ. Типологически здание отражает исторические особенности жилых домов Карабаха.
31 августа 1982 года Исполнительный комитет Шушинского городского Совета народных депутатов принял решение о превращении здания в дом-музей. В 1982–1983 годах здание было отремонтировано. Была создана музейная экспозиция. На территории было построено административное здание. Экспозиция включала в себя детские и семейные фотографии, личные вещи, в том числе гавал, афиши спектаклей 1925–1926 годов, а также документы, отражающие творческую, научно-исследовательскую, педагогическую и общественную деятельность певца. Всего в музее насчитывалось около 9 000 документов.

На фасаде дома установлены мемориальные доски с надписями на азербайджанском и русском языках:
«В этом доме родился и провел детские годы основоположник азербайджанского советского профессионального вокального искусства, народный артист СССР, лауреат Государственной премии СССР, профессор Бюль-Бюль».
Между двумя мемориальными досками прикреплён скульптурный бронзовый портрет Бюль-Бюля детских лет, выполненный народным художником Азербайджана, скульптором Х. А. Ахмедовым. Во дворе дома на пьедестале был возведён бюст певца.
Дом-музей прекратил деятельность в мае 1992 года, когда город оказался под контролем армянских вооружённых сил. В период армянского контроля здание было частично разрушено. Судьба экспонатов неизвестна. Бронзовые фрагменты фасадного портрета певца были сорваны, бюст во дворе дома подвергся вандализму.
После возвращения вооружёнными силами Азербайджана в ноябре 2020 года контроля над Шушой были опубликованы кадры полуразрушенного дома-музея.

### Реставрация
В 2021 году начаты восстановительные работы. В ходе работ укреплены основания всех несущих стен. Стены, где были трещины, отремонтированы. В комнатах заменены пришедшие в негодное состояние деревянные полы, кровля, двери и окна.
Приусадебный участок дома-музея восстановлен с сохранением его первоначального вида. Бронзовый портрет детских лет на фасаде реконструирован его первоначальным автором Х. А. Ахмедовым. 
Заново создана музейная экспозиция. В ходе реставрации сохранён исторический вид.
Также был выполнен новый бюст певца, который установили во дворе. При этом старый бюст, подвергшийся вандализму, был оставлен на прежнем месте в нетронутом виде. 29 августа 2021 года музей был открыт. Церемонию открытия посетили президент Азербайджана Ильхам Алиев, первая леди Мехрибан Алиева, а также сын Бюль-Бюля, посол Азербайджана в России, народный артист Азербайджана Полад Бюльбюльоглы.
Во время реставрации на стенах, выходящих на балкон, на камне под штукатуркой были найдены две надписи арабской вязью и изображение, символизирующее солнце. Первая надпись — аят и з Корана. Вторая указывала на дату постройки дома.

## Галерея

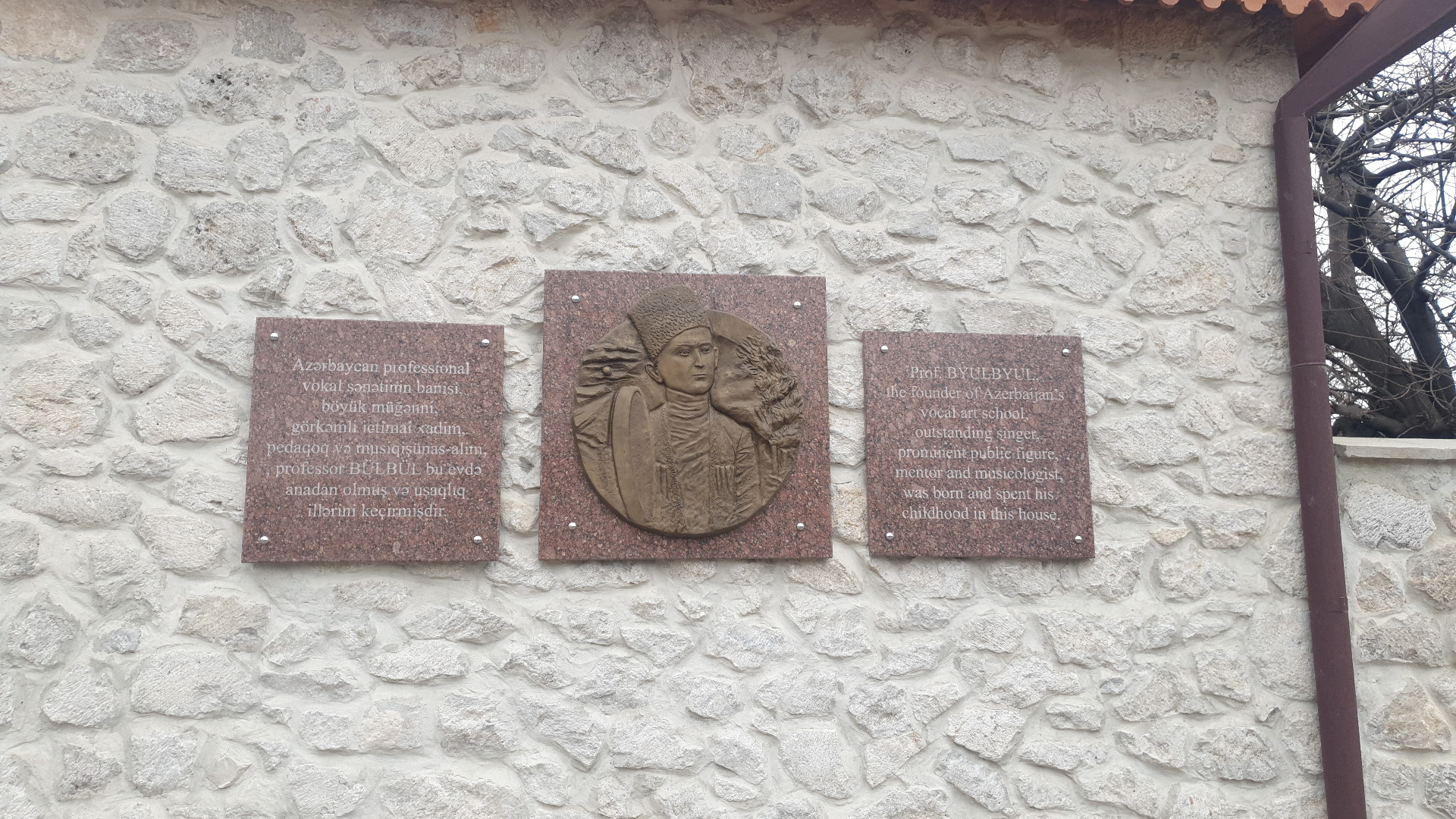
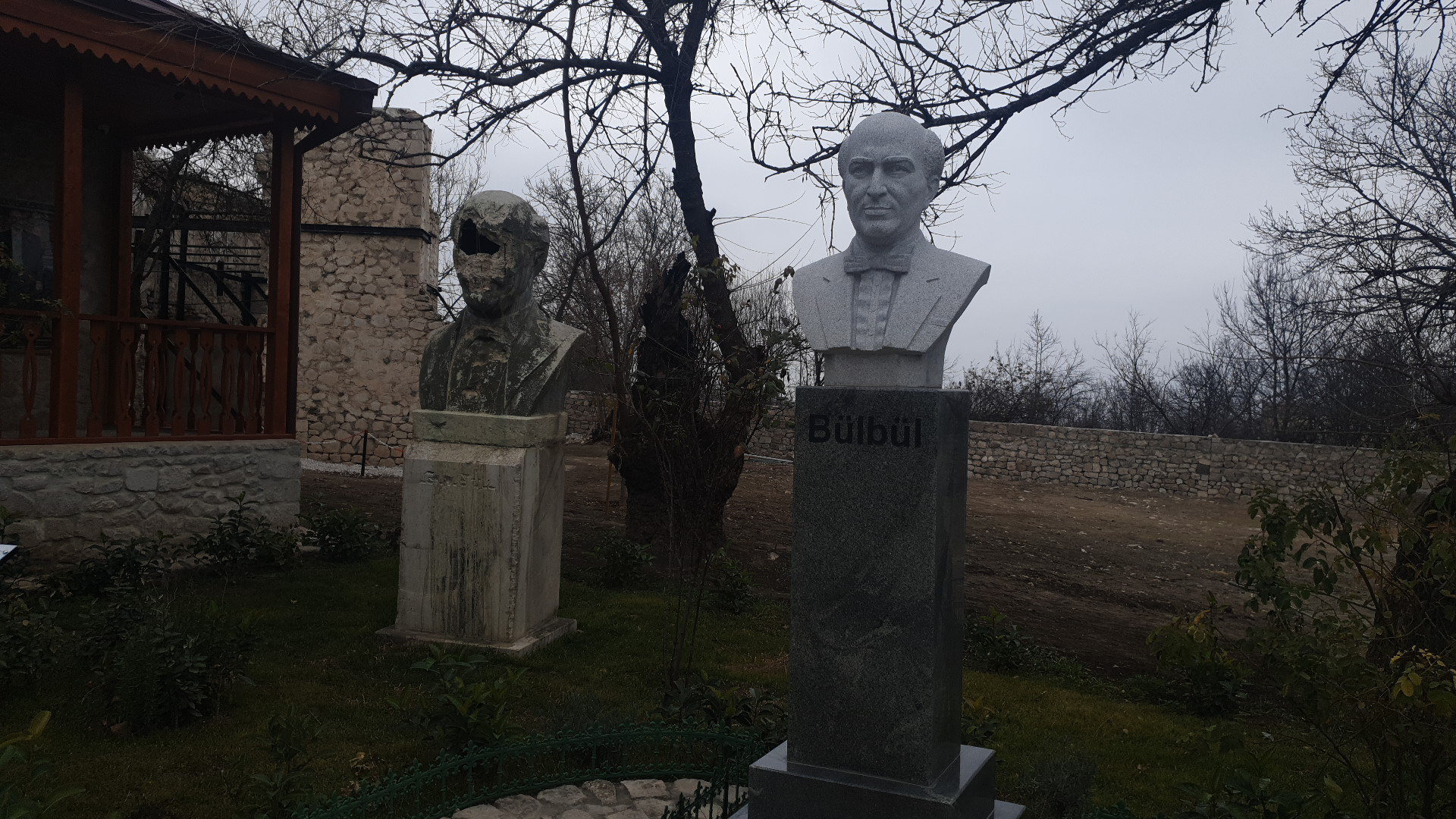
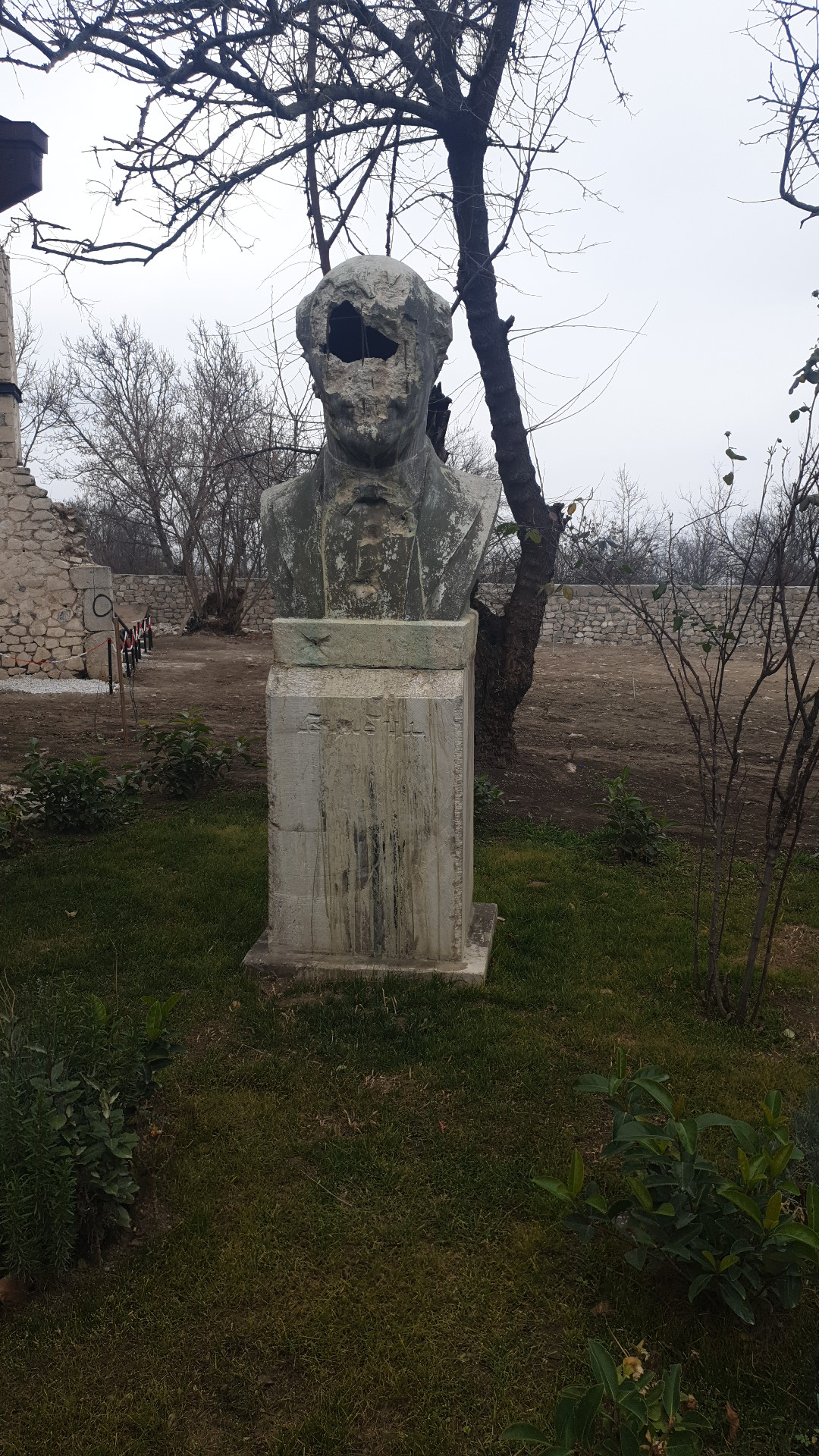
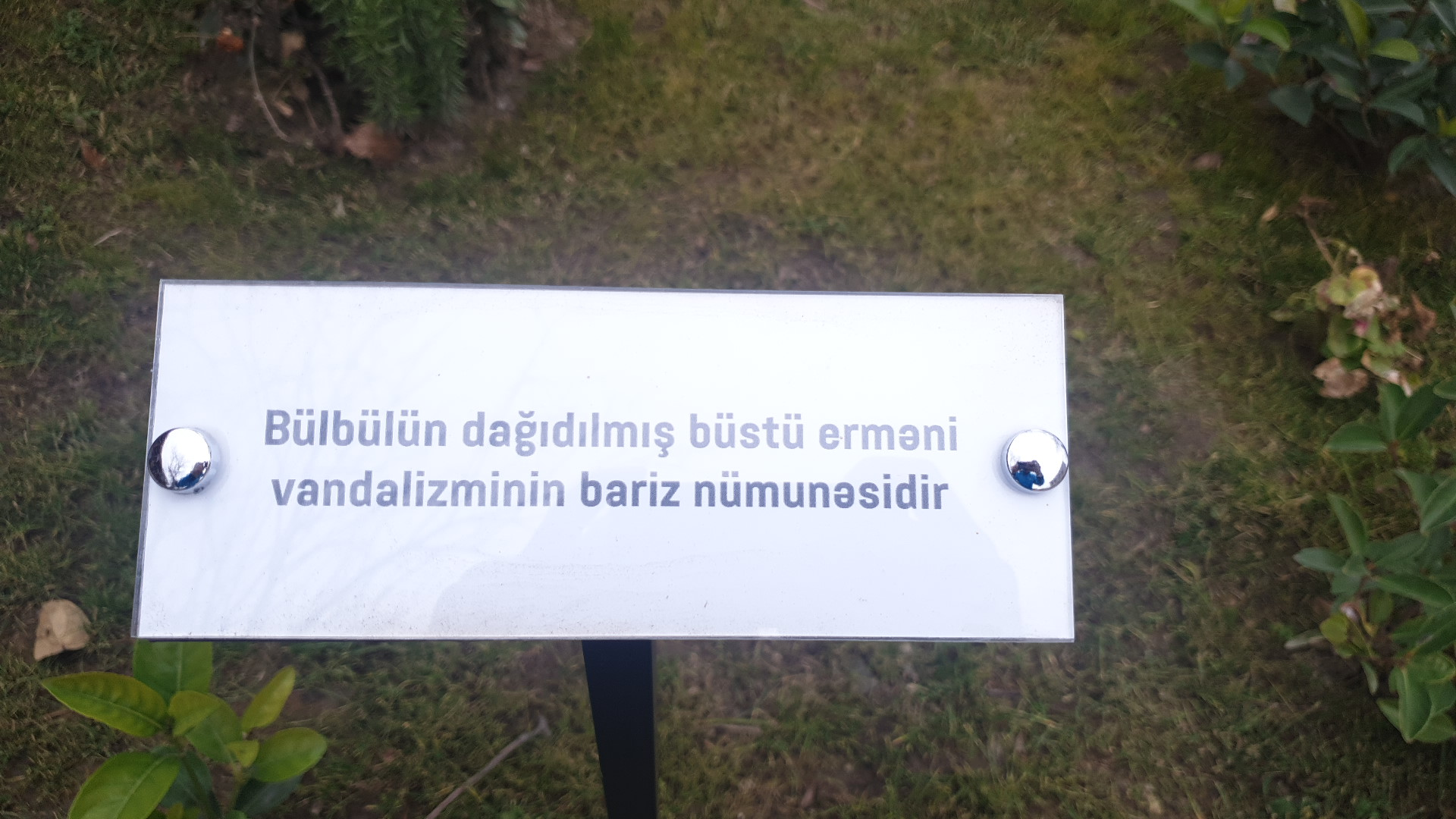
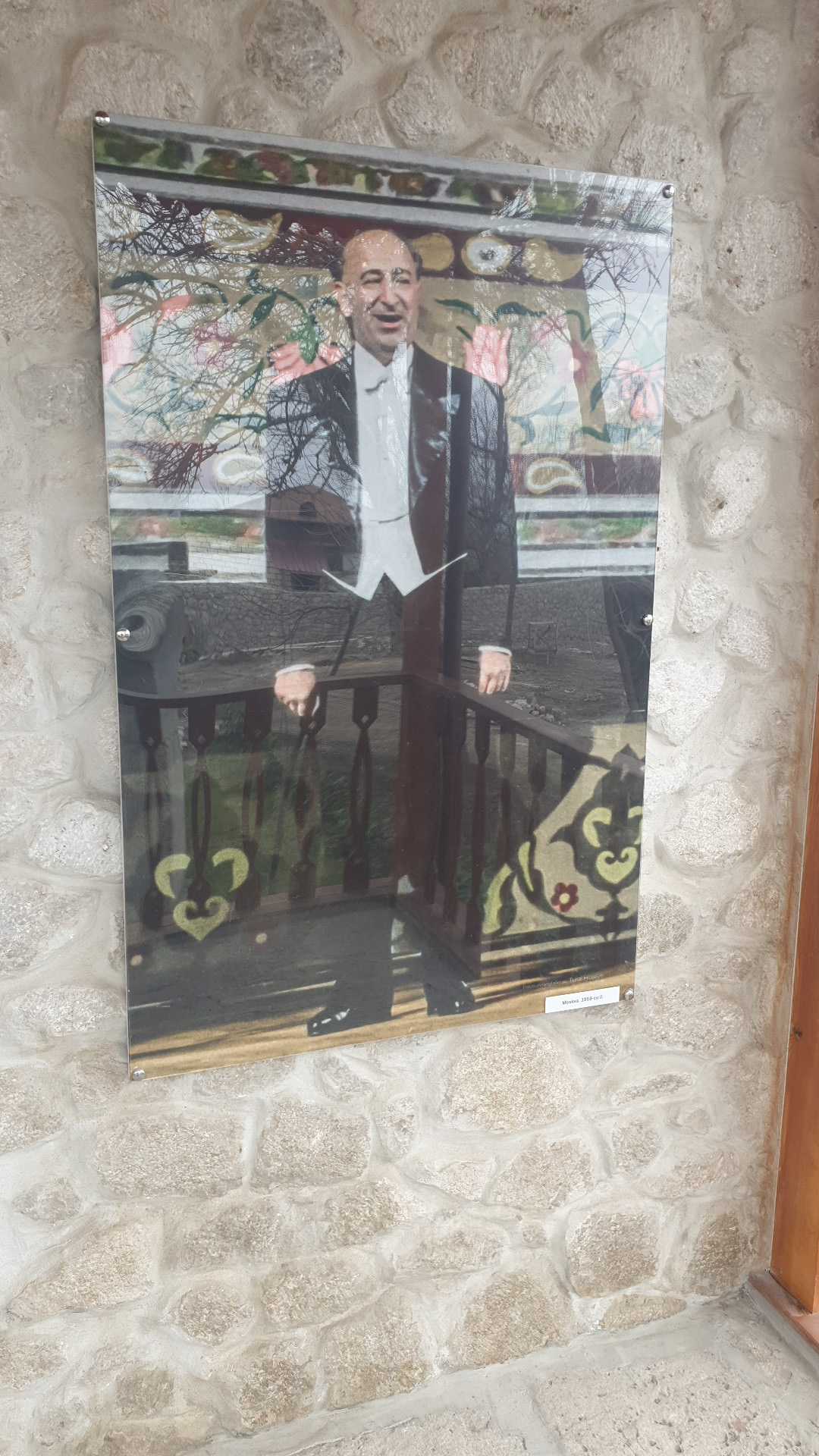
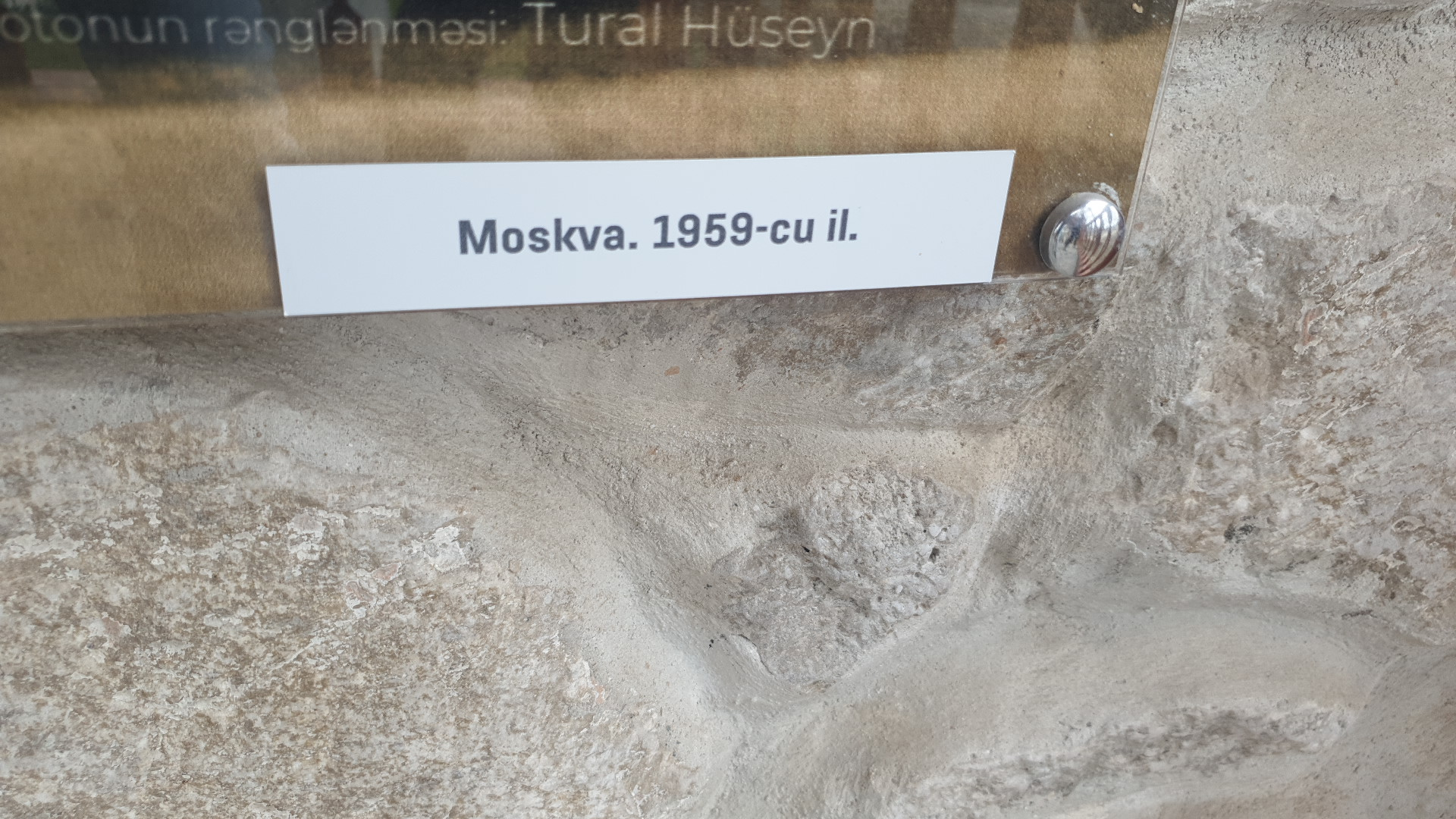
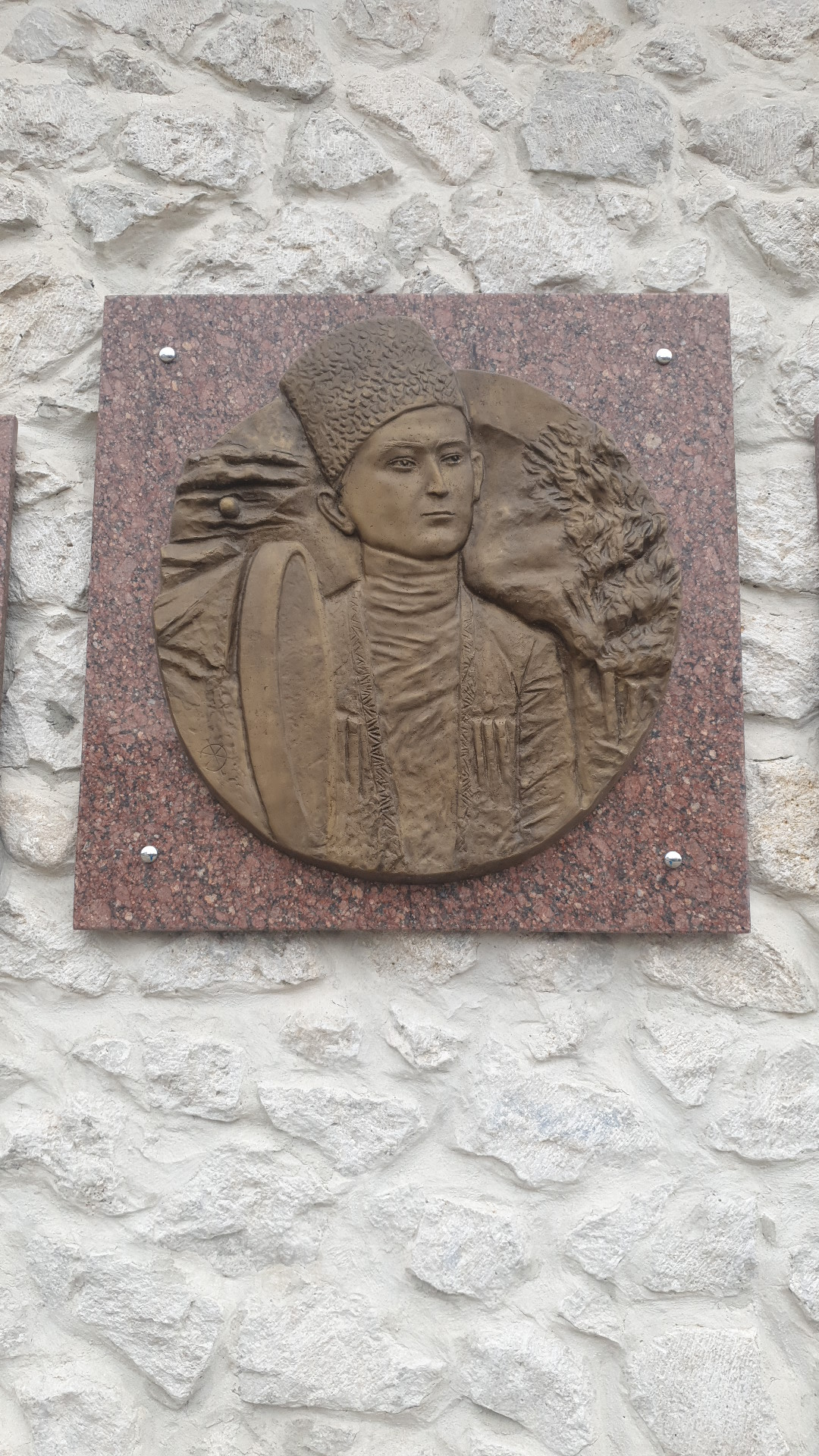
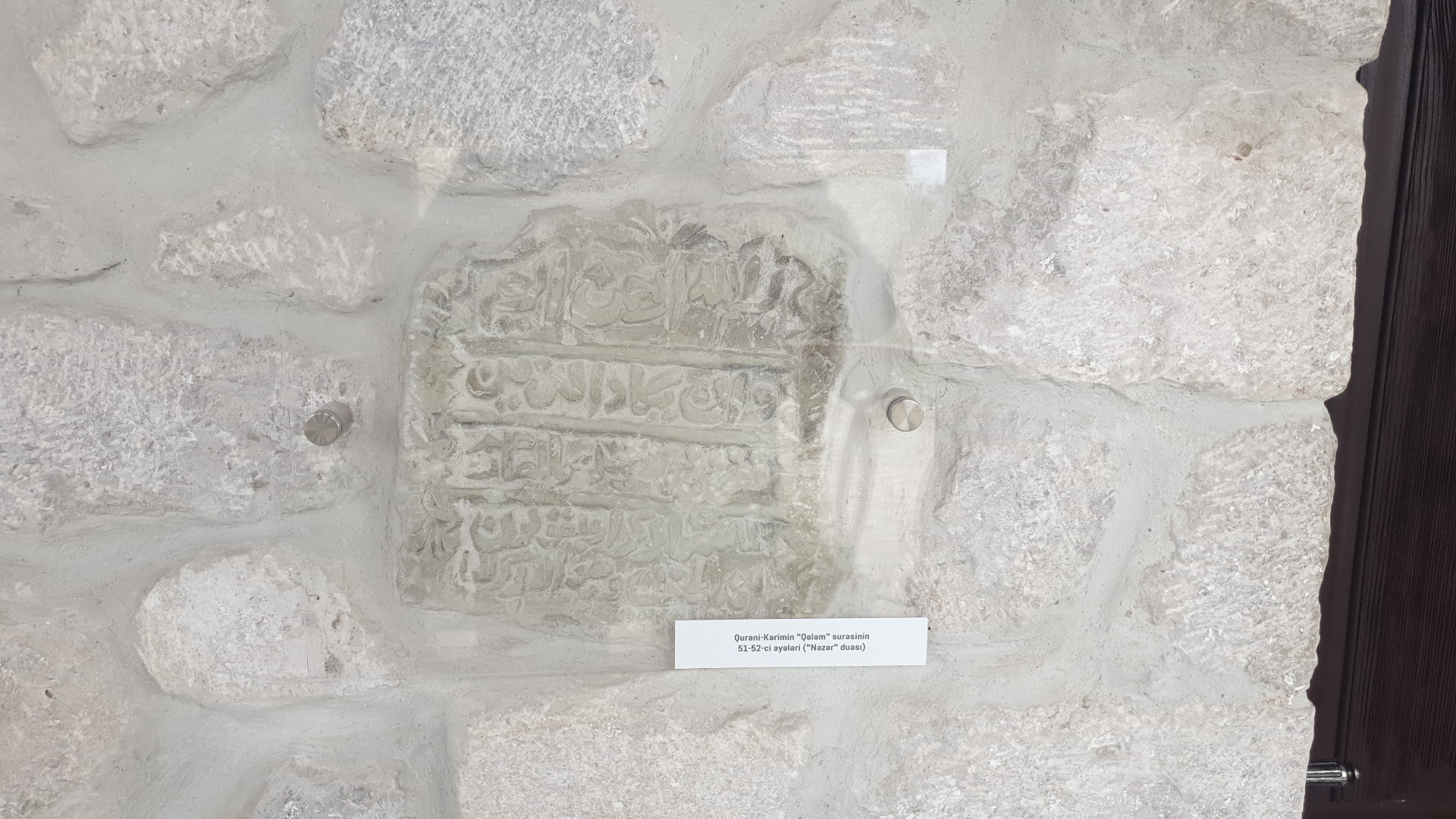
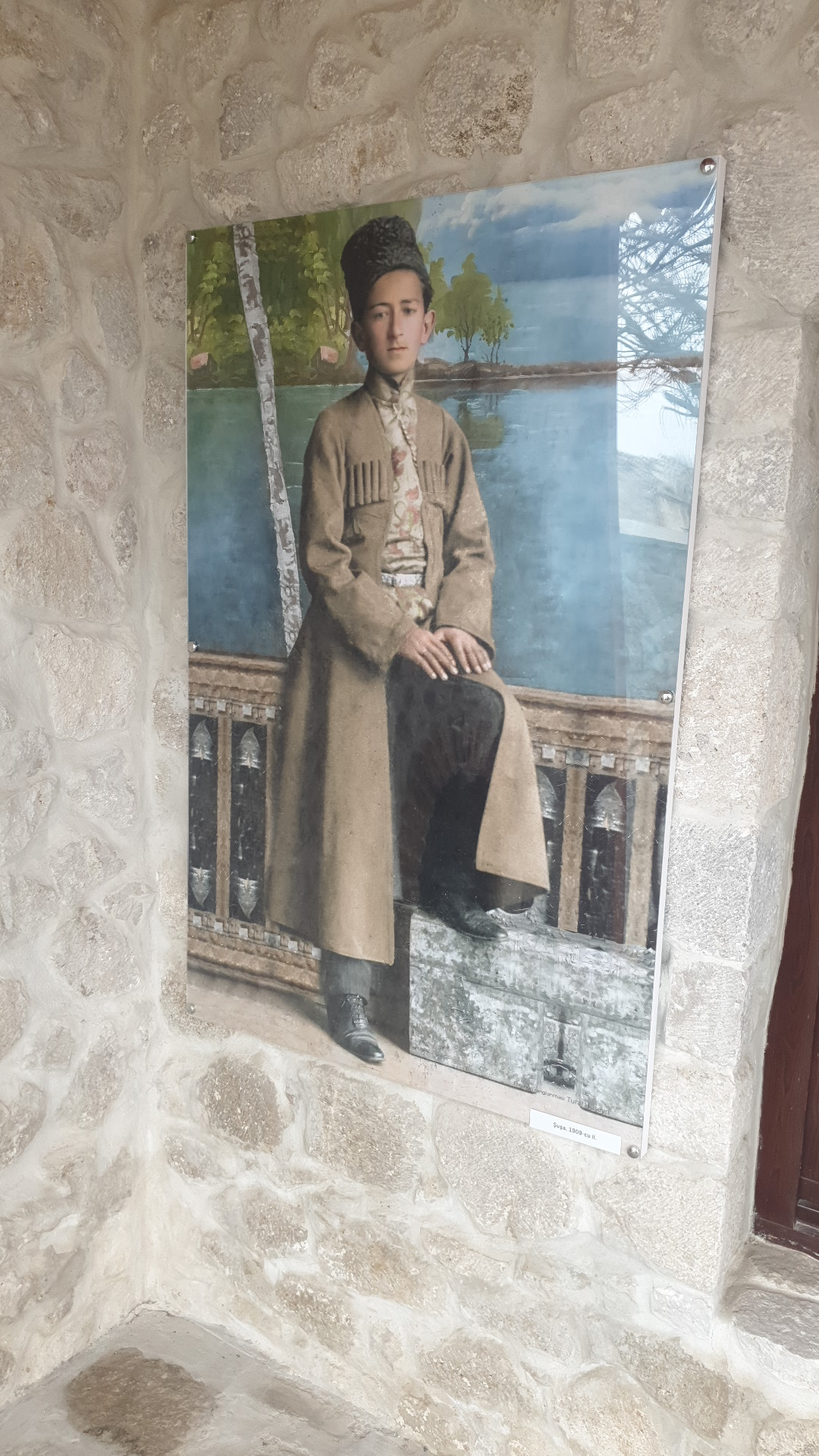
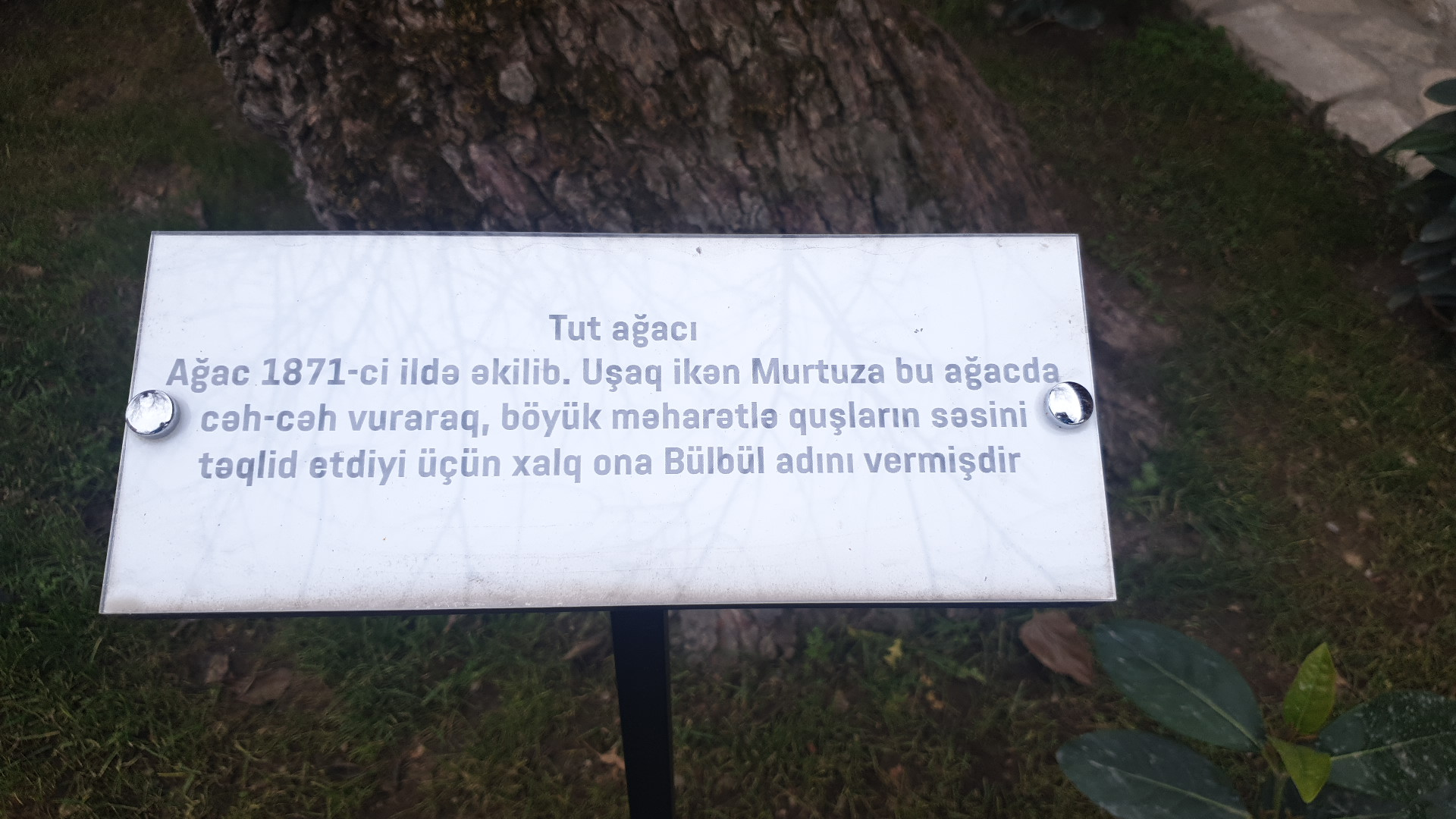
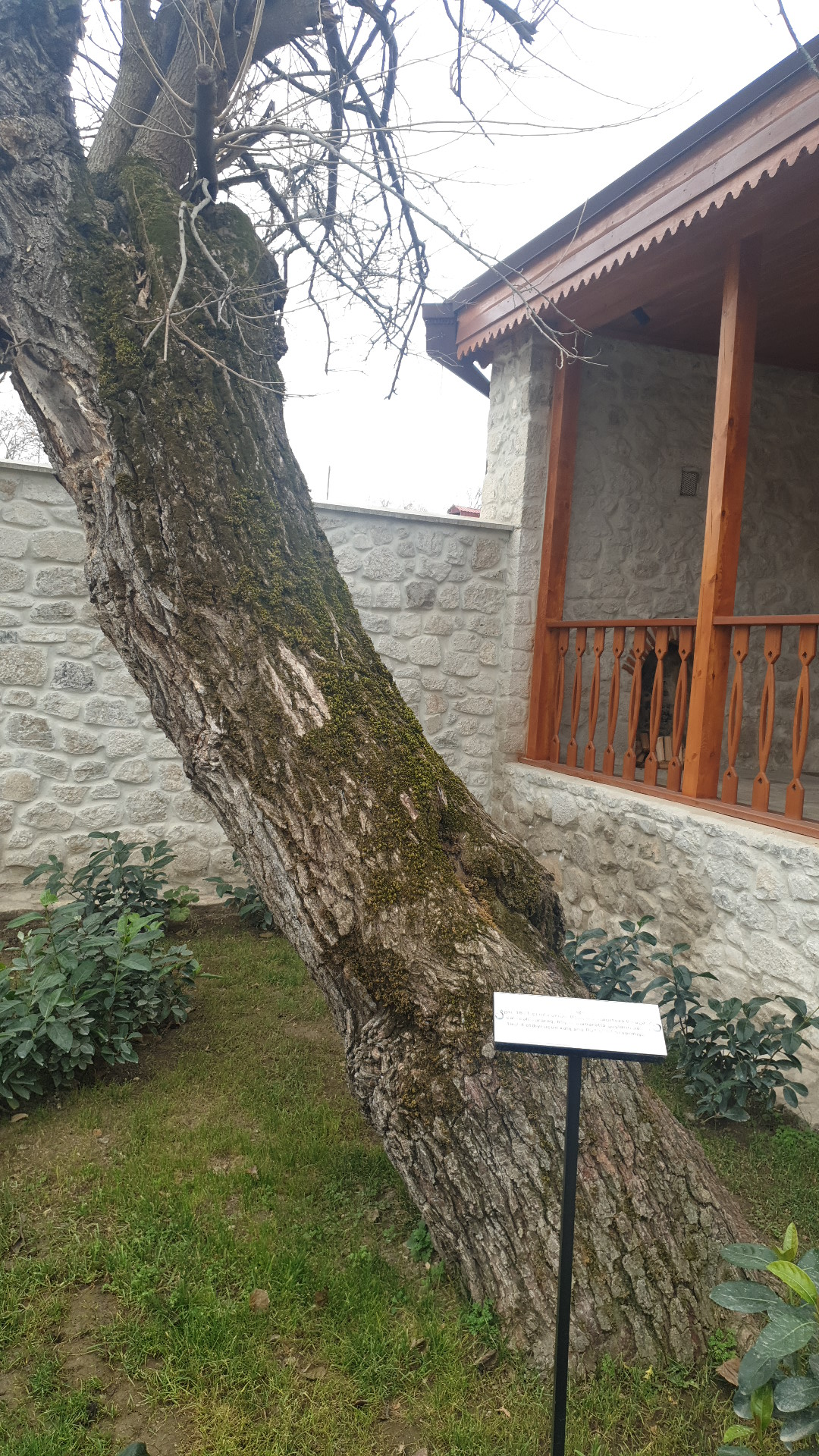
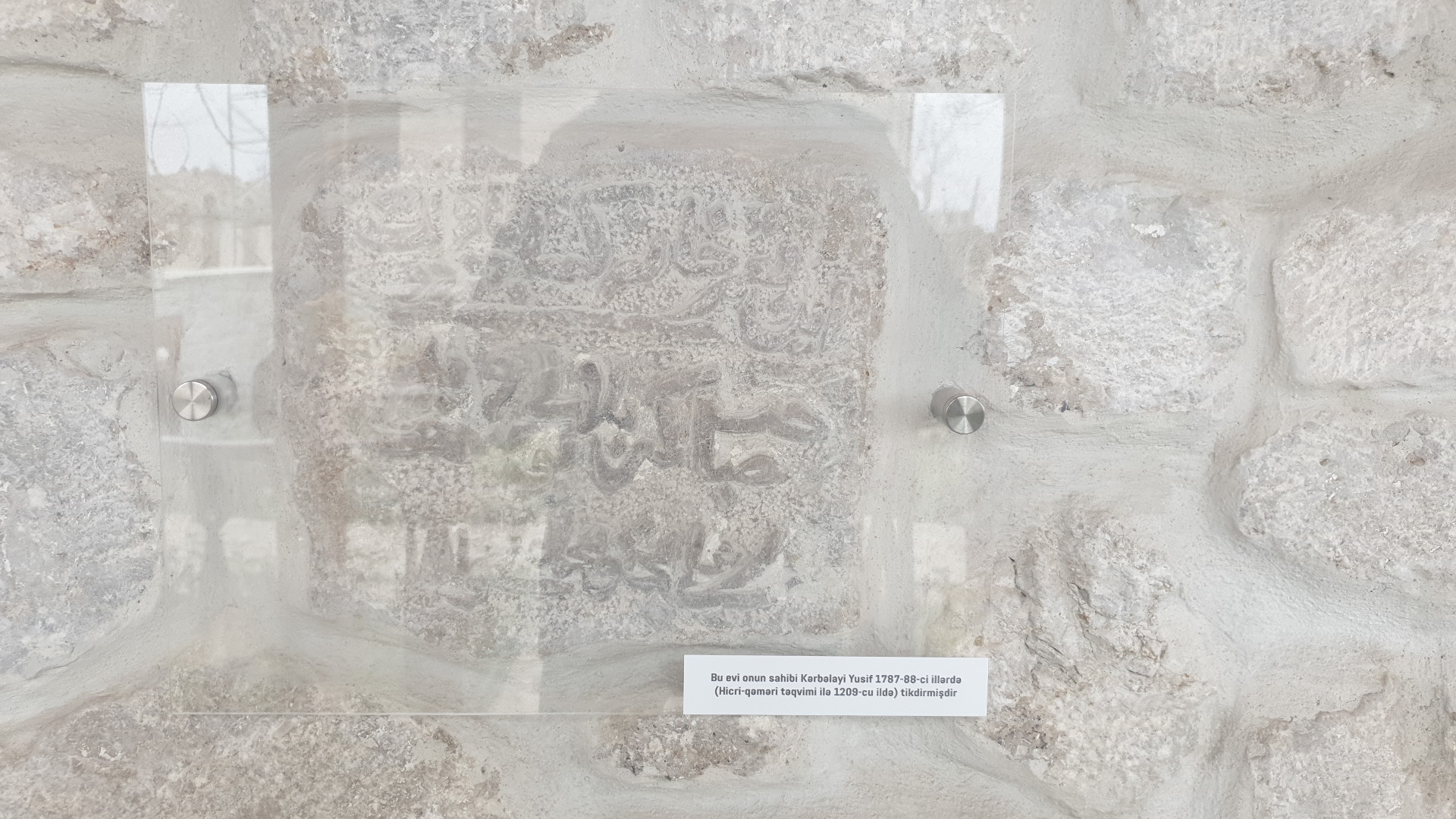
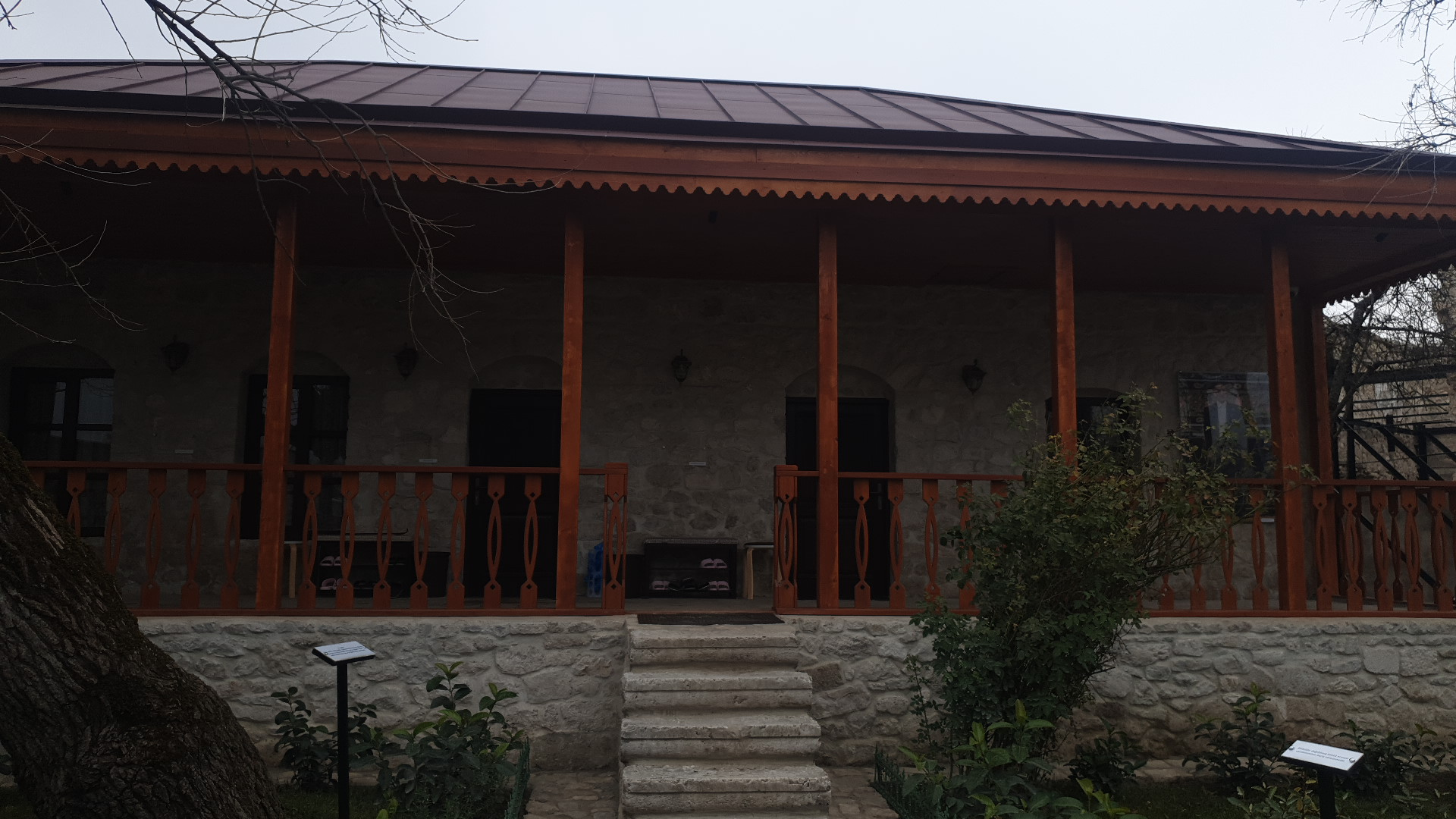
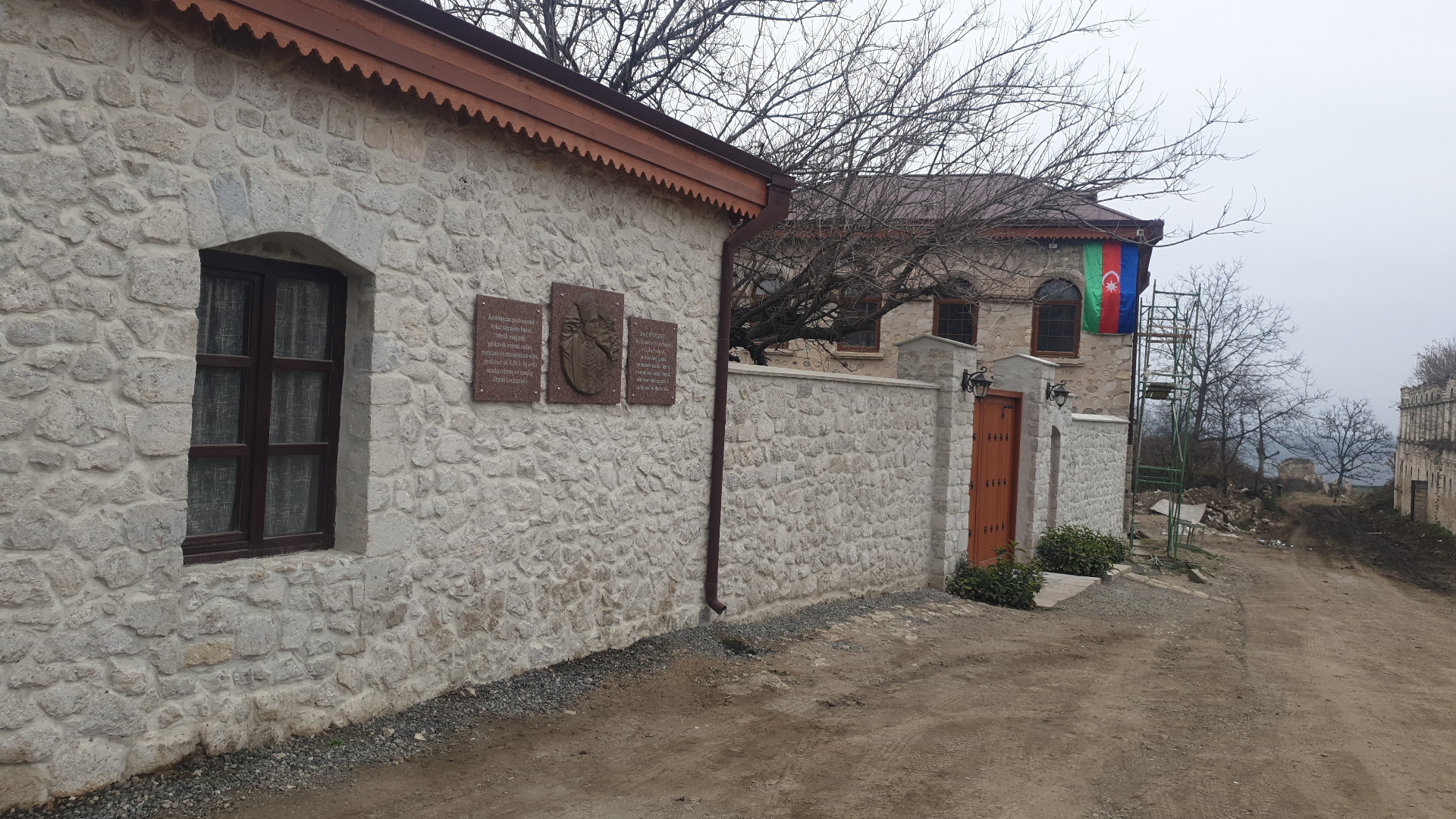
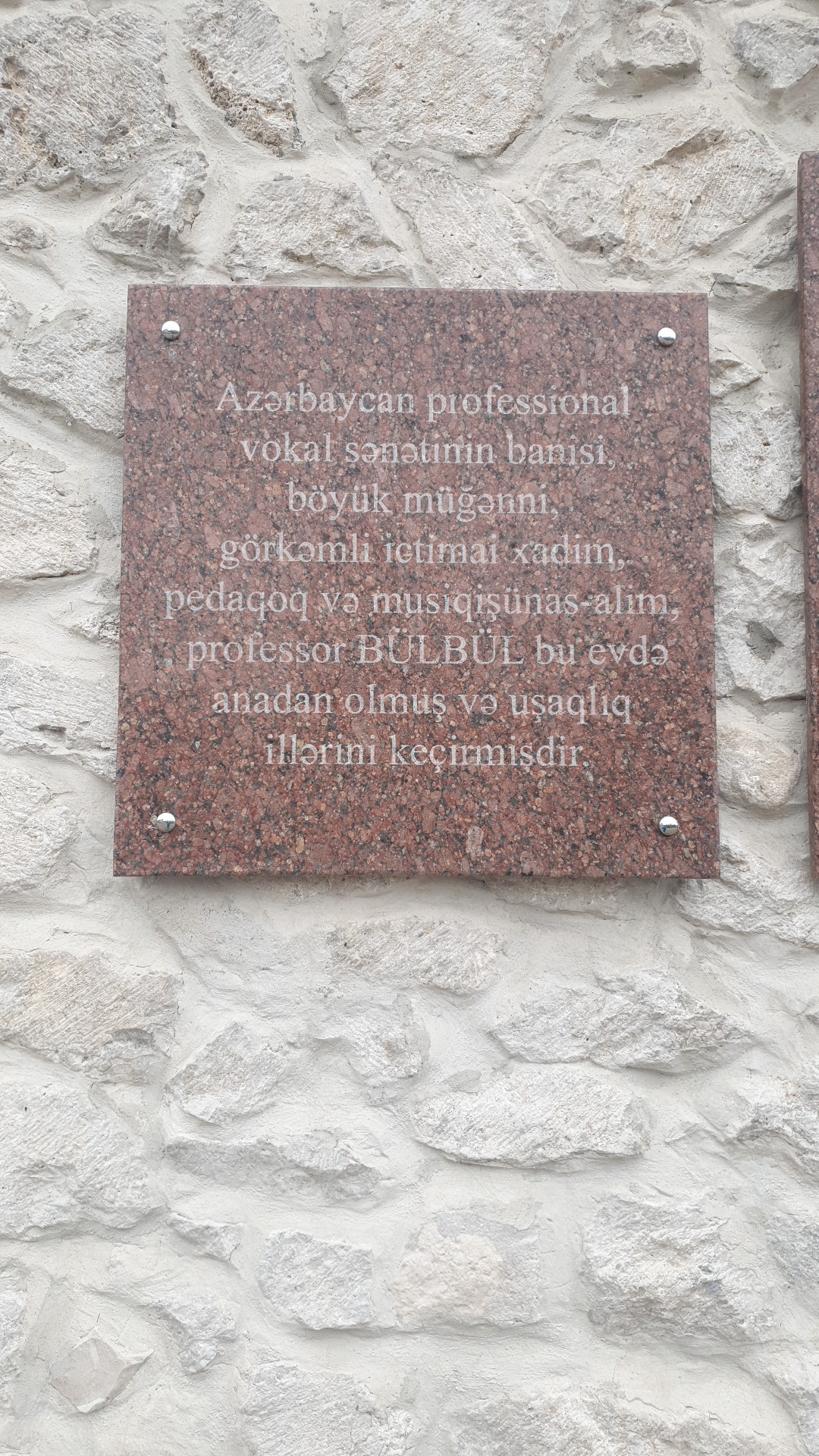